# Juan José González Rivas
Juan José González Rivas (Ávila, 10 de mayo de 1951) es un jurista y magistrado español retirado. Fue magistrado del Tribunal Constitucional entre 2012 y 2021, siendo presidente del mismo entre 2017 y 2021.

## Biografía
Estudió Derecho en la Universidad Complutense de Madrid. Juez y magistrado por oposición desde 1975, es doctor en Derecho por la Universidad Complutense de Madrid con una tesis titulada «La Justicia Constitucional en el Derecho Comparado y en el Derecho español» (1981).

## Trayectoria
En 1975 ingresó en la carrera judicial por oposición y fue destinado al Juzgado de Primera Instancia e Instrucción de Piedrahíta (1976-81) y de Salas de los Infantes (1981). En 1981 fue promovido a la categoría de magistrado y destinado a la hoy extinguida Audiencia Territorial de Barcelona (1981-82). Continuó la carrera judicial en la Sala de lo Contencioso-Administrativo de la Audiencia Territorial de Palma (1982-87) y en la Sala cuarta, dentro del mismo orden jurisdiccional, de la Audiencia Territorial de Madrid (1987-89) hasta que se constituye la única sala de este orden jurisdiccional al Tribunal Superior de Justicia de Madrid donde pasó a desempeñar diferentes responsabilidades como magistrado (1989-92).
Paralelamente, fue letrado del Ministerio de Justicia de España (1979-80) destinado a la Secretaría General Técnica del departamento y tras superar los correspondientes concursos fue nombrado facultativo del Consejo General del Poder Judicial (1981-82) y , desde 1982, letrado de carrera al servicio del Tribunal Constitucional donde fue designado secretario general del organismo en 1986.
En 1992, fue nombrado magistrado con destino al Gabinete Técnico de Información y Documentación del Tribunal Supremo de España. En 1997 fue promovido a la categoría de magistrado del Tribunal Supremo donde en 2009 fue elegido miembro de la Sala de Gobierno del Tribunal.

## Tribunal Constitucional
Elegido miembro del Tribunal Constitucional en junio de 2012, a propuesta del Congreso de los Diputados, cargo del que tomó posesión el día 23 de julio. En voto particular a la sentencia sobre el matrimonio homosexual, Juan José González Rivas señalaba que 

"la unión entre personas del mismo sexo como matrimonio desnaturaliza la esencia de la institución"

 aunque a continuación afirmaba no se oponía a que "las uniones duraderas entre personas del mismo sexo sean objeto de una especial consideración por el legislador".
En marzo de 2017 sucedió a Francisco Pérez de los Cobos como presidente del Tribunal, cesando como magistrado y presidente el 18 de noviembre de 2021.
Se jubiló en diciembre de 2021, a los 70 años de edad.

## Distinciones
Académico correspondiente de la Real Academia de Jurisprudencia y Legislación, desde el 23 de noviembre de 1981. Medalla de Oro de Galicia 2018.
El rey, oído el Consejo de Ministros, le concedió en 2020 la Gran Cruz de la Orden del Mérito de la Guardia Civil y en 2022 la Gran Cruz de la Orden de Carlos III.
En 2023 le fue concedida la Gran Cruz de la Orden de San Raimundo de Peñafort.

## Publicaciones
Para un listado completo de sus artículos y publicaciones, véase la web Dialnet.
- La interpretación de la Constitución por el Tribunal Constitucional: comentario sistemático de la Constitución. [Madrid] : Civitas, 2011. ISBN 978-84-470-3614-1
- Comentarios a la ley reguladora de la jurisdicción contenciosa administrativa 29/1998, de 13 de julio. Juan José González Rivas, Ignacio Aranguren Pérez, Madrid : Civitas, 2006. ISBN 84-470-2502-0
- La interpretación de la Constitución por el Tribunal Constitucional (1980-2005): (comentario sistemático de la Constitución). Cizur Menor (Navarra) : Civitas, 2005. ISBN 84-470-2355-9
- La Constitución española de 1978: estudio sistemático y jurisprudencial. Madrid : Civitas, 2003. ISBN 84-470-1940-3
- Análisis de los sistemas de jurisdicción constitucional. Madrid : Centro de Estudios Políticos y Constitucionales, 2001. ISBN 84-259-1153-2
- Comentarios a la Ley 4/1999, de 13 de enero, de modificación de la ley 30/1992. Jesús González Pérez, Juan José González Rivas, Francisco González Navarro, Madrid : Civitas, 1999. ISBN 84-470-1233-6
- Derecho procesal civil. J. M. Bosch Editor, 1999. ISBN 84-7698-554-1
- Análisis teórico y jurisprudencial de la ley de la jurisdicción contencioso-administrativa, Ley 29/1998, de 13 de julio. Gloria Sancho Mayo, Juan José González Rivas, Editorial Aranzadi, 1998. ISBN 84-8410-014-6
- Contestaciones de teoría general del derecho y derecho constitucional al programa de judicatura: adaptados a las pruebas selectivas de acceso a la carrera judicial según el acuerdo del CGPJ de 31 de julio de 1996 (BOE 7-9-1996). Madrid : Colex, 1998. ISBN 84-7879-402-6
- Derecho constitucional. J. M. Bosch Editor, 1997. ISBN 84-7698-454-5
- El recurso de casación en la jurisdicción contencioso-administrativa: estudio sistemático y jurisprudencial. Editorial Aranzadi, 1996. ISBN 84-8193-394-5
- Contestaciones de teoría general del derecho y derecho constitucional al programa de judicatura: adaptados a las pruebas selectivas de acceso a la carrera judicial según el acuerdo del CGPJ de 31 de julio de 1996. Madrid : Colex, [1996]. ISBN 84-7879-288-0
- Extranjería y libre circulación de personas. Comares, 1995. ISBN 84-8151-127-7
- Estudio-comentario jurisprudencial de la Ley de la jurisdicción contenciosa-administrativa: (con jurisprudencia del Tribunal Constitucional y del Tribunal Supremo y formularios). Granada : Comares, 1995. ISBN 84-8151-182-X
- Las sanciones administrativas en la doctrina jurisprudencial del Tribunal Constitucional, del Tribunal Supremo, de la Audiencia Nacional y de los Tribunales Superiores de Justicia. Madrid : Actualidad, 1994. ISBN 84-8126-117-3
- Temas de derecho constitucional. Madrid : Colex, 1993. ISBN 84-7879-142-6
- Estudio-comentario jurisprudencial de la Ley de la jurisdicción contenciosa-administrativa: (análisis de jurisprudencia del Tribunal Constitucional y del Tribunal Supremo, con formularios). Granada : Comares, 1993. ISBN 84-87708-74-9
- Estudio-comentario jurisprudencial de la protección constitucional de los derechos fundamentales: (con jurisprudencia del Tribunal Europeo de Derechos Humanos, del Tribunal Constitucional y del Tribunal Supremo y formularios). Comares, 1992. ISBN 84-87708-38-2
- Addenda II a los temas de derecho constitucional: (ajustados a la O.M. de 1-8-1991 -BOE 23.8- para la carrera judicial y O.M. de 2.8.1991 -BOE 23.8- para la carrera fiscal). Madrid : Colex, 1991. ISBN 84-7879-070-5
- Addenda a los temas de derecho constitucional: (nueva redacción a los temas 9 y 10, modificaciones de los temas 13 y 17). Madrid : Colex, 1991. ISBN 84-7879-053-5
- Estudio - comentario jurisprudencial de la ley de la jurisdicción contenciosa - administrativa: : (análisis de jurisprudencia del Tribunal Constitucional y del Tribunal Supremo, con formularios). Comares, 1990. ISBN 84-87708-00-5
- Temas de derecho constitucional: (adaptado al programa de las oposiciones de ingreso en las carreras judicial y fiscal). Editorial Constitución y Leyes, COLEX, 1989. ISBN 84-86123-94-1
- Estudio jurisprudencial del acto administrativo. Comares, 1989. ISBN 84-86509-57-2
- La justicia constitucional: derecho comparado y español. Madrid : Editoriales de Derecho Reunidas, D.L. 1985. ISBN 84-7130-479-1